# 國防合作安全局
国防安全合作局（英語：Defense Security Cooperation Agency），是美国国防部的下屬機構，負責向美國盟友提供财政支持和技术援助、轉讓国防軍需以及提供培训和服务，并促进彼此军队之间的接触和交流。
該機構成立於1971年，最初名為国防安全援助局（Defense Security Assistance Agency），从1998年10月1日起改名为国防安全合作局。

## 外部連結
- 官方网站